# Olasz
Olasz là một thị trấn thuộc hạt Baranya, Hungary. Thị trấn này có diện tích 10,29 km², dân số năm 2010 là 641 người, mật độ 62 người/km².